# Villers-Cotterêts
Villers-Cotterêts là một xã ở tỉnh Allier, vùng Hauts-de-France thuộc miền bắc nước Pháp. 

## Địa lý
Xã này cách Paris 80 km về hướng đông nam. Xã này còn có biệt danh là Petite villa sur la côte de Retz.